# 1970年の音楽
1970年の音楽（1970ねんのおんがく）では、1970年（昭和45年）の音楽分野の動向についてまとめる。
1969年の音楽-1970年の音楽-1971年の音楽

## 出来事
- この年のビルボード年間チャートのベスト5は以下のとおり。

1. サイモン&ガーファンクル 「明日に架ける橋」
2. カーペンターズ 「遙かなる影」
3. ゲス・フー 「アメリカン・ウーマン（American Woman）」
4. B.J.トーマス 「雨にぬれても」
5. エドウィン・スター 「黒い戦争（War）」

- 4月10日（現地時間） - ポール・マッカートニーが英国の大衆紙『デイリー・ミラー』のインタビューで、ビートルズからの脱退を表明。これにより、ビートルズの解散が決定的となった。
- 8月1日 - 日本ビクターから発売されていたフィリップス・レコードが、同社と蘭フィリップスとの合弁により「日本フォノグラム株式会社」として分社[1]。
- 11月9日 - 第1回日本歌謡大賞　藤圭子／圭子の夢は夜ひらく
放送音楽新人賞　辺見マリ／経験、野村真樹／一度だけなら
- 11月11日 - 米国ワーナー・ブラザースと日本のオーディオ機器メーカーのパイオニア、芸能事務所の渡辺プロダクションの合弁によるレコード会社「ワーナー・ブラザース・パイオニア株式会社」が設立。それまで東芝音楽工業から発売されていたワーナー・ブラザース・レコード、日本ビクターから発売されていたリプリーズ・レコードと日本グラモフォンから発売されていたアトランティック・レコードの日本での発売権を継承した。
- 12月31日
  - 第12回日本レコード大賞　今日でお別れ／菅原洋一
最優秀新人賞　にしきのあきら／もう恋なのか
  - 第21回NHK紅白歌合戦

## 1970年のシングル、アルバム

### 洋楽

#### シングル
| - ビートルズ 「レット・イット・ビー」「ザ・ロング・アンド・ワインディング・ロード」 - クロスビー、スティルス、ナッシュ&ヤング 「オハイオ」「ウッドストック」「ティーチ・ユア・チルドレン」「僕達の家」 - ニール・ヤング 「オンリー・ラヴ・キャン・ブレイク・ユア・ハート」 - ジョン・オノ・レノン&プラスティック・オノ・バンド 「インスタント・カーマ」 - ジェームズ・ブラウン 「セックス・マシーン」「スーパー・バッド」 - ザ・マッシュ 「もしも、あの世にゆけたら」 - サイモン&ガーファンクル 「明日に架ける橋」「いとしのセシリア」 - カーペンターズ 「遙かなる影」「愛のプレリュード」 - ブレッド 「二人の架け橋」 - スモーキー・ロビンソン&ザ・ミラクルズ 「涙のクラウン」 - エドウィン・スター 「黒い戦争」 - B.J.トーマス 「雨にぬれても」 - バフィー・セントメリー 「サークル・ゲーム」 - アイズ・オブ・マーチ 「ヴィークル」 - ザ・モーメンツ 「孤独のハイウェイ」 - ディープ・パープル 「ブラック・ナイト」 - ジョージ・ハリスン 「マイ・スウィート・ロード」 - エルトン・ジョン 「僕の歌は君の歌」 - フリー 「オール・ライト・ナウ」 - シカゴ 「長い夜」 - ジョニ・ミッチェル 「ビッグ・イエロー・タクシー / ウッドストック」 - ジェームズ・テイラー 「ファイアー・アンド・レイン」 - ザ・フー 「サマータイム・ブルース」 - ザ・ジミ・ヘンドリックス・エクスペリエンス 「ヴードゥー・チャイルド (スライト・リターン)」 - オールマン・ブラザーズ・バンド 「リヴァイヴァル」 - スリー・ドッグ・ナイト 「ママ・トールド・ミー」「アウト・イン・ザ・カントリー」 - メリー・ホプキン 「しあわせの扉」 「夢みる港 / 瞳はるかに」 - アレサ・フランクリン 「スピリット・イン・ザ・ダーク」「コール・ミー」 - ジャクソン5 「アイル・ビー・ゼア」 | - キンクス 「ローラ」 - ザ・バーズ 「栗毛の雌馬」 - アン・マレー 「スノーバード」 - リン・アンダーソン 「ローズ・ガーデン」 - クラレンス・カーター 「パッチズ」「アイ・キャント・リーヴ・ユア・ラヴ・アローン」 - クリーデンス・クリアウォーター・リバイバル 「ルッキン・アウト・マイ・バック・ドア / 光りある限り」 - ヴァン・モリソン 「ドミノ」 - レイ・スティーブンス 「みんなビューティフル」 - タイロン・デイヴィス 「ターン・バック・ザ・ハンズ・オブ・タイム」 - フリーダ・ペイン 「バンド・オブ・ゴールド」 - ブルック・ベントン 「雨のジョージア」 - デイヴ・エドモンズ 「アイ・ヒア・ユー・ノッキング」 - パートリッジ・ファミリー 「悲しき初恋」 - ドーン 「ノックは3回」 - エリック・バードン&ウォー 「スピル・ザ・ワイン」 - ホワイト・プレインズ 「恋に恋して」 - エジソン・ライトハウス 「恋のほのお」 - ブラザーフッド・オブ・マン 「二人だけの世界」 - チャーリー・プライド 「サン・アントンへ行こう」（カントリー） - キャンディ・ステイトン 「スタンド・バイ・ユア・マン」 - ファイヴ・ステアステップス 「ウー・チャイルド / ディア・プルーデンス」 - レイ・プライス 「心の想い出」 - オリジナルズ 「ザ・ベルズ」 - R・ディーン・テイラー 「インディアナ・ウォンツ・ミー」 - ロレッタ・リン 「コール・マイナーズ・ドーター」（カントリー） - オズモンズ 「ワン・バッド・アップル」 - エルヴィス・プレスリー 「ワンダー・オブ・ユー」 - ペリー・コモ 「イッツ・インポッシブル」 |

#### アルバム
| - ザ・ビートルズ 『レット・イット・ビー』 - ローリング・ストーンズ 『ゲット・ヤー・ヤ・ヤズ・アウト』 - クロスビー、スティルス、ナッシュ&ヤング 『デジャ・ヴ』 - ニール・ヤング 『アフター・ザ・ゴールド・ラッシュ』 - サンタナ 『天の守護神』 - ブラック・サバス 『黒い安息日』 - アレサ・フランクリン 『ジス・ガールズ・イン・ラヴ・ウィズ・ユー』 - マーヴィン・ゲイ 『ザッツ・ザ・ウェイ・ラブ・イズ』 - グレイトフル・デッド 『アメリカン・ビューティー』 - シカゴ 『シカゴ』 - ゲス・フー 『アメリカン・ウーマン』 - ディープ・パープル 『ディープ・パープル・イン・ロック』 - オールマン・ブラザーズ・バンド 『アイドルワイルド・サウス』 - ヴァン・モリソン 『ムーンダンス』 - ボブ・ディラン 『新しい夜明け』 - ジョニ・ミッチェル 『レディズ・オブ・ザ・キャニオン』 | - ジョージ・ハリスン 『オール・シングス・マスト・パス』 - サイモン&ガーファンクル 『明日に架ける橋』 - ザ・ビーチ・ボーイズ 『サンフラワー』 - MC5 『バック・イン・ザ・USA』 - ジェームス・テイラー 『スウィート・ベイビー・ジェームス』 - フランク・ザッパ&ザ・マザーズ・オブ・インヴェンション 『いたち野郎』 - バッドフィンガー 『ノー・ダイス』『マジック・クリスチャン・ミュージック』 - エリック・クラプトン 『エリック・クラプトン・ソロ』 - ザ・フー 『ライヴ・アット・リーズ』 - マウンテン 『勝利への登攀』 - コロシアム 『ドーター・オブ・タイム』 - シド・バレット 『その名はバレット』 - ジョー・コッカー 『マッド・ドッグス&イングリッシュメン』 - マイルス・デイヴィス 『ビッチェズ・ブリュー』 - ジョン・サイモン 『ジョン・サイモンズ・アルバム』 - ピンク・フロイド 『原子心母』 |

## 年間ランキング (日本)

### シングル
年間TOP50
- 集計会社 オリコン

※1969年12月1日付 - 1970年11月30日付
- 1位 皆川おさむ：「黒ネコのタンゴ」
- 2位 ザ・ドリフターズ：「ドリフのズンドコ節」
- 3位 藤圭子：「圭子の夢は夜ひらく」
- 4位 藤圭子：「女のブルース」
- 5位 内山田洋とクール・ファイブ：「逢わずに愛して」
- 6位 由紀さおり：「手紙」
- 7位 ヒデとロザンナ：「愛は傷つきやすく」
- 8位 菅原洋一：「今日でお別れ」
- 9位 ショッキング・ブルー：「ヴィーナス」
- 10位 渚ゆう子：「京都の恋」
- 11位 ベッツィ&クリス：「白い色は恋人の色」
- 12位 岸洋子：「希望」
- 13位 辺見マリ：「経験」
- 14位 内山田洋とクール・ファイブ：「噂の女」
- 15位 森山加代子：「白い蝶のサンバ」
- 16位 青江三奈：「国際線待合室」
- 17位 森進一：「波止場女のブルース」
- 18位 藤圭子：「命預けます」
- 19位 森進一：「恋ひとすじ」
- 20位 ジェリー・ウォレス：「男の世界」
- 21位 いしだあゆみ：「あなたならどうする」
- 22位 ちあきなおみ：「四つのお願い」
- 23位 内山田洋とクール・ファイブ：「愛の旅路を」
- 24位 森進一：「花と涙」
- 25位 ザ・オリジナル・キャスト（英語版）：「ミスター・マンデイ」
- 26位 ソルティー・シュガー：「走れコウタロー」
- 27位 藤圭子：「新宿の女」
- 28位 ジミー・オズモンド：「ちっちゃな恋人」
- 29位 1910フルーツガム・カンパニー：「トレイン」
- 30位 青江三奈：「池袋の夜」
- 31位 姿憲子：「姿三四郎」
- 32位 ビートルズ：「レット・イット・ビー」
- 33位 サイモン&ガーファンクル：「コンドルは飛んでいく」
- 34位 森山良子：「恋人」
- 35位 ハーブ・アルパート&ティファナブラス：「マルタ島の砂」
- 36位 日吉ミミ：「男と女のお話」
- 37位 長谷川きよし：「別れのサンバ」
- 38位 黛ジュン：「自由の女神」
- 39位 ザ・ドリフターズ：「ドリフのほんとにほんとにご苦労さん」
- 40位 弘田三枝子：「私が死んだら」
- 41位 クリフ・リチャード：「しあわせの朝」
- 42位 サイモン&ガーファンクル：「明日に架ける橋」
- 43位 フランシス・レイ・オーケストラ：「雨の訪問者」
- 44位 千賀かほる：「真夜中のギター」
- 45位 左卜全とひまわりキティーズ：「老人と子供のポルカ」
- 46位 野村真樹：「一度だけなら」
- 47位 いしだあゆみ：「喧嘩のあとでくちづけを」
- 48位 安倍律子：「愛のきずな」
- 49位 ビートルズ：「カム・トゥゲザー」
- 50位 奥村チヨ：「恋狂い」

### アルバム
年間TOP10
※1969年12月1日付 - 1970年11月30日付（データはLPチャートでの集計）
- 1位 藤圭子：『新宿の女/“演歌の星”藤圭子のすべて』
- 2位 森進一：『影を慕いて』
- 3位 内山田洋とクール・ファイブ：『長崎は今日も雨だった』
- 4位 森進一：『花と涙／森進一のすべて』
- 5位 藤圭子：『女のブルース』
- 6位 サイモン&ガーファンクル：『明日に架ける橋』
- 7位 青江三奈：『池袋の女／青江三奈のすべて』
- 8位 トム・ジョーンズ：『ライブ・イン・ラスベガス』
- 9位 青江三奈：『国際線待合室／青江三奈ベスト 3集』
- 10位 森進一・青江三奈：『夜と恍惚とため息と 第2集』

## 主な音楽賞
| 賞                        | 受賞作・受賞者 |
| ------------------------- | --- |
| 第12回日本レコード大賞    | - 大賞 - 今日でお別れ／菅原洋一 - 最優秀新人賞 - もう恋なのか／にしきのあきら - 歌唱賞 - 噂の女／内山田洋とクール・ファイブ - 希望／岸洋子 - 波止場女のブルース／森進一 - 手紙／由紀さおり - 大衆賞 - 命預けます／藤圭子 - ドリフのズンドコ節／ザ・ドリフターズ - 新人賞 - 経験／辺見マリ - 一度だけなら／野村真樹 - 愛のきずな／安倍律子 - 走れコウタロー／ソルティー・シュガー                                                                           |
| 第8回ゴールデン・アロー賞 | - 音楽賞 - なかにし礼 |
| 第3回下谷賞               | - 行進曲 - 該当作なし - 努力賞 - 桑原洋明「吹奏楽のための三つの断章」 - 作曲賞 - 櫛田胅之扶「吹奏楽のための序曲「飛鳥」」 |
| 第3回日本有線大賞         | - 大賞 - 内山田洋とクール・ファイブ「噂の女」 |
| 第3回全日本有線放送大賞   | - グランプリ - 内山田洋とクール・ファイブ「噂の女」 |
| 第3回日本作詩大賞         | - 大賞 - 森進一「恋ひとすじ」（作詞:藤田まさと） |
| 第3回新宿音楽祭           | - 金賞 - 日吉ミミ、野村真樹 - 銀賞 - 君夕子、ジョイベルス東京、姿憲子、マイケル中村 - 銅賞 - 瀬川瑛子、千葉紘子ほか |
| 第2回サントリー音楽賞     | - 堤剛 |
| 第2回'70作曲コンクール    | - グランプリ - 弘田三枝子「できごと」、沖一郎「道」、ピース・メーカーズ「時は気づかない」 - 入賞 - 梅垣達志「さすらう若者の歌」 - 赤い鳥「WONDERLAND OF LOVE」 - シャデラックス「好きよ雨」 - 平野レミ「質屋のテーマ」 - ひろせのりこ「白いパンタロン」 - マイラーケイ「SWEET BABE OF MINE」 - 沢村和子とピーターパン「ランキュラスの王子さま」 - はつみかんな「風の中、二人は…」 - 編曲賞 - はつみかんな「風の中、二人は…」、小野階子「風の中にあなたが」 |
| 第1回世界歌謡祭           | - ヘドバとダビデ「ナオミの夢」 |
| 第1回日本歌謡大賞         | - 大賞 - 圭子の夢は夜ひらく／藤圭子 - 放送音楽新人賞 - 経験／辺見マリ - 一度だけなら／野村真樹 - 放送音楽賞 - 愛のいたずら／内山田洋とクール・ファイブ - 今日でお別れ／菅原洋一 - 四つのお願い／ちあきなおみ - 銀座の女／森進一 - ドリフのズンドコ節／ザ・ドリフターズ |

## デビュー
- 2月 - 斉藤哲夫／悩み多き者よ
- 2月13日 - ブラック・サバス／『黒い安息日』
- 2月25日 - かまやつひろし／『ムッシュー／かまやつひろしの世界』…ソロデビュー
- 3月5日 - 岡崎友紀／しあわせの涙
- 3月5日 - RCサクセション／宝くじは買わない
- 3月10日 - 吉沢京子／幸せってなに?
- 4月 - 南こうせつ／最後の世界
- 4月1日 - 湯原昌幸／見知らぬ世界…ソロデビュー
- 4月5日 - 井上順とザ・スパイダース／人生はそんなくり返し
- 4月5日 - ジ・オフコース／群衆の中で
- 4月5日 - つボイノリオ／本願寺ぶるーす
- 5月1日 - にしきのあきら（現・錦野旦）／もう恋なのか
- 5月20日 - よしだたくろう（現・吉田拓郎）／イメージの詩…正式デビュー
- 5月25日 - 島津豊（現・島津ゆたか）／つかれたわけじゃないわ
- 5月25日 - 杉田二郎とシューベルツ／愛の世界
- 6月5日 - 野村真樹（現・将希）／一度だけなら
- 6月25日 - 赤い鳥／人生…メジャーデビュー
- 7月5日 - 梶芽衣子／仁義子守唄
- 8月 - 大信田礼子／女の学校
- 8月1日 - 安倍律子（現・里葎子）／愛のきずな
- 8月5日 - はっぴいえんど／『はっぴいえんど』
- 8月25日 - 尾崎紀世彦／別れの夜明け…ソロデビュー
- 9月 - 本田路津子／秋でもないのに
- 9月1日 - 殿さまキングス／競馬ソング
- 9月10日 - 石橋正次／あしたの俺は…
- 9月25日 - 石田ゆり／悲しみのアリア
- 10月 - 麻田ルミ／おさな妻
- 10月 - 松崎しげる／8760回のアイ・ラブ・ユー
- 10月5日 - 北原ミレイ／ざんげの値打ちもない
- 10月21日 - フラワー・トラベリン・バンド／『Anywhere』
- 10月25日 - かぐや姫／酔いどれかぐや姫
- 11月 - 朝霧まち（葛城ユキ）／泣いた分だけ損をした
- 11月 - 純エリ子（現・藍美代子）／初めての約束
- 11月 - ハイソサエティー／世界へジャンプ
- 11月10日 - 平山三紀／ビューティフル・ヨコハマ
- 11月10日 - 天童よしみ／風が吹く
- 11月20日 - エマーソン・レイク&パーマー／『エマーソン・レイク&パーマー』
- 12月 - 仲雅美／だから愛して
- 月日不明 - 柴俊夫／俺の心の悲しい願い
- 月日不明 - 鶴間エリ／ふられたっていいさ
- 月日不明 - 寺尾聰／ママに内緒の子守唄…ソロデビュー
- 月日不明 - ヒデ夕樹／力石徹のテーマ
- 月日不明 - 安岡力也／禁じられた一夜…ソロデビュー

## 解散・活動休止
- 内田裕也とザ・フラワーズ
- オルガニザツィオーン
- クエスツ
- ゲイリー・ルイス&ザ・プレイボーイズ
- サイモン&ガーファンクル
- ザ・サマーズ
- ザ・スパイダース
- ザ・テンプターズ（12月27日）
- ザ・ブルーインパルス（5月）
- ザ・リガニーズ（5月9日）
- ザ・リンド&リンダース
- スウィング・ウエスト
- スマイル
- タートルズ
- タイムボックス
- デイヴ・クラーク・ファイヴ
- テイスト
- ドンキーカルテット
- ナイス（4月）
- 1910フルーツガム・カンパニー
- ハーパース・ビザール
- はしだのりひことシューベルツ（6月）
- ヴァニラ・ファッジ（1982年再結成）
- ピーター・ポール&マリー（1978年再結成）
- ビートルズ
- ブライアン・オーガー・アンド・ザ・トリニティー
- ブラインド・フェイス
- マーヴェレッツ
- マンフレッド・マン・チャプター・スリー
- ラヴ・スカルプチャー

## 誕生
- 1970年1月9日（55歳） - アレックス・スタロポリ（ イタリア、キーボーディスト、ラプソディー・オブ・ファイア）
- 1月12日 - 金聖響（大阪府、指揮者）
- 1月12日 - ザック・デ・ラ・ロッチャ（ アメリカ合衆国、歌手、レイジ・アゲインスト・ザ・マシーン）
- 1月13日 - 真矢（神奈川県、ドラマー、LUNA SEA/YELLOW FRIED CHICKENz）
- 1月17日 - スティーブ・アシェイム（ アメリカ合衆国、ドラマー、ディーサイド）
- 1月23日 - 長谷川陽子（東京都、チェリスト）
- 1月27日 - エマニュエル・パユ（、フルーティスト）
- 1月29日 - 青木裕（茨城県、ギタリスト、downy/unkie、+2018年）
- 2月3日 - 豊田道倫（大阪府、歌手）
- 2月12日 - 三木道三（奈良県、ミュージシャン）
- 2月16日 - ICHIKO（シンガーソングライター）
- 2月18日 - 岩男潤子（大分県、声優・歌手）
- 2月23日 - 相田翔子（東京都、歌手・タレント、Wink）
- 2月27日 - マーク・パンサー（、ミュージシャン、globe/245）
- 3月1日 - 中山美穂（東京都、歌手・女優）
- 3月3日 - 原田喧太（東京都、ミュージシャン）
- 3月4日 - 田崎憲（歌手、SPANOVA）
- 3月5日 - ジョン・フルシアンテ（、ギタリスト、レッド・ホット・チリ・ペッパーズ）
- 3月7日 - ヤンネ・トルサ（ フィンランド、キーボーディスト、元タロット/エターナル・ティアーズ・オヴ・ソロウ）
- 3月8日 - 桜井和寿（東京都、ギタリスト、Mr.Children/ウカスカジー）
- 3月11日 - 高木延秀（東京都、元歌手・元俳優、元忍者）
- 3月14日 - 姿月あさと（大阪府、歌手）
- 3月18日 - 熊谷徳明（北海道、ドラマー、元カシオペア/元XL/TRIX）
- 3月24日 - 堀江博久（神奈川県、ギタリスト、NEIL&IRAIZA/元SINGER SONGER/元the HIATUS）
- 3月24日 - 村上雄信（東京都、ギタリスト、元かかし/元YOUNGER GENERATION）
- 3月24日 - 天野ひろゆき（愛知県、お笑いタレント、キャイ〜ン/元ブラックビスケッツ）
- 3月25日 - MURO（埼玉県、ヒップホップMC・DJ、元MICROPHONE PAGER）
- 3月27日 - マライア・キャリー（、ポピュラー歌手）
- 3月31日 - 宮迫博之（大阪府、歌手・お笑いタレント、雨上がり決死隊/元くず）
- 4月7日 - レイフ・オヴェ・アンスネス（ ノルウェー、ピアニスト）
- 4月10日 - うちやえゆか（埼玉県、歌手、Project.R）
- 4月14日 - 工藤静香（東京都、歌手）
- 4月14日 - 猫沢エミ（福島県、歌手）
- 4月14日 - Mummy-D（神奈川県、MC、RHYMESTER）
- 4月16日 - 井出泰彰（京都府、シンガーソングライター）
- 4月18日 - 田川伸治（広島県、ギタリスト、DEEN）
- 4月22日 - 西本智実（大阪府、指揮者）
- 4月23日 - 阿部サダヲ/破壊（千葉県、俳優・歌手、グループ魂）
- 4月28日 - Anchang（愛媛県、ギタリスト、SEX MACHINEGUNS）
- 5月2日 - 佐藤直紀（千葉県、作曲家）
- 5月5日 - YOGGY（東京都、DJ、元EAST END）
- 5月11日 - スンナ・グンロイグス（ アイスランド、ジャズピアニスト）
- 5月15日 - アン・アキコ・マイヤース（ アメリカ合衆国、ヴァイオリニスト）
- 5月20日 - 河村隆一（神奈川県、シンガーソングライター、LUNA SEA/Tourbillon）
- 6月3日 - ピーター・テクレン（ スウェーデン、歌手、ヒポクリシー）
- 6月9日 - 難波章浩（東京都、歌手、Hi-STANDARD/NAMBA69/元ULTRA BRAiN）
- 6月9日 - SHINCO（神奈川県、DJ、スチャダラパー）
- 6月10日 - DEN（大阪府、ベーシスト、元BY-SEXUAL/ZIGZO）
- 6月11日 - G.K.MARYAN（東京都、ヒップホップMC、KAMINARI-KAZOKU.）
- 6月13日 - リヴァース・クオモ（ アメリカ合衆国、歌手、ウィーザー）
- 6月17日 - 満園庄太郎（愛知県、ベーシスト、元WILD FLAG/元BOWWOW/元flow-war）
- 6月25日 - ローペ・ラトヴァラ（ フィンランド、ギタリスト、チルドレン・オブ・ボドム）
- 7月3日 - 志倉千代丸（埼玉県、作曲家）
- 7月5日 - PANTHER（三重県、ギタリスト、元SEX MACHINEGUNS/CYCLE）
- 7月6日 - ハーラル・ナエヴダル（ ノルウェー、歌手、イモータル）
- 7月7日 - NAO（大阪府、ドラマー、元BY-SEXUAL）
- 7月8日 - ベック（、シンガーソングライター）
- 7月13日 - たかはしごう（東京都、ミュージシャン）
- 7月24日 - アンニャ・ガルバレク（、シンガーソングライター）
- 7月24日 - ジェニファー・ロペス（ アメリカ合衆国、女優・歌手）
- 7月28日 - マイケル・アモット（、ギタリスト、アーチ・エネミー他）
- 8月3日 - Kouichi（三重県、ギタリスト、元Laputa）
- 8月9日 - 樋口あゆ子（兵庫県、ピアニスト）
- 8月12日 - J（神奈川県、ベーシスト、LUNA SEA）
- 8月12日 - 諸星和己（静岡県、歌手・タレント、元光GENJI）
- 8月12日 - 吉岡秀隆（埼玉県、俳優・元歌手）
- 8月14日 - RYÖ（大阪府、ギタリスト、元BY-SEXUAL/ZIGZO）
- 8月19日 - 松本タカヒロ（滋賀県、歌手、元The Turtles）
- 8月20日 - フレッド・ダースト（ アメリカ合衆国、歌手、リンプ・ビズキット）
- 8月23日 - ブラッド・メルドー（、ジャズ・ピアニスト）
- 8月24日 - 酒井ミキオ（北海道、シンガーソングライター）
- 8月25日 - SHO（大阪府、元歌手、元BY-SEXUAL）
- 8月28日 - 黒沢秀樹（茨城県、ミュージシャン、元L⇔R）
- 9月1日 - 新垣隆（東京都、ピアニスト、ジェニーハイ）
- 9月4日 - 大島こうすけ（福岡県、キーボーディスト、元WANDS）
- 9月8日 - 江沼学（茨城県、歌手、water）
- 9月8日 - 北川大介（神奈川県、演歌歌手、イケメン3）
- 9月13日 - サンコンJr.（大阪府、ドラマー、ウルフルズ）
- 9月19日 - 西川貴教（滋賀県、ミュージシャン、T.M.Revolution/abingdon boys school）
- 9月22日 - ミスティカル（ アメリカ合衆国、ラッパー）
- 9月23日 - アーニー・ディフランコ（ アメリカ合衆国、歌手）
- 9月25日 - 新井仁（歌手、NORTHERN BRIGHT）
- 9月29日 - INORAN（神奈川県、ギタリスト、LUNA SEA/FAKE?）
- 9月30日 - 辺見さとし（神奈川県、ギタリスト、元MOON/元DEEP'S/元GiRL）
- 10月6日 - GAKU-MC（東京都、ラッパー、元EAST END/ウカスカジー）
- 10月10日 - aki（愛知県、歌手、元Laputa）
- 10月12日 - Origa（ ソビエト連邦、歌手、+2015年）
- 10月13日 - ポール・ポッツ（ イングランド、歌手）
- 10月15日 - 大西亜里（神奈川県、歌手）
- 10月27日 - 望月衛介（東京都、作曲家・ピアニスト）
- 11月1日 - 杉浦英治（東京都、歌手、元Electric Glass Balloon/SUGIURUMN）
- 11月1日 - ミシェル・トゥームス（ オーストラリア、歌手）
- 11月2日 - 佐藤寛之（千葉県、歌手、元光GENJI）
- 11月6日 - 丸山晴茂（東京都、ドラマー、サニーデイ・サービス、+2018年）
- 11月10日 - 福間創（大阪府、ミュージシャン、元P-MODEL/元ヤプーズ）
- 11月11日 - 河野圭（東京都、作曲家・音楽プロデューサー）
- 11月17日 - 城島茂（奈良県、タレント・ギタリスト、TOKIO）
- 12月10日 - 佐藤ひろ美（岩手県、元シンガーソングライター）
- 12月11日 - 松元治郎（東京都、シンガーソングライター、元WANDS）
- 12月14日 - ベス・オートン（、シンガーソングライター）
- 12月17日 - 西村知美（山口県、歌手・タレント・元歌手）

- 11月17日 - Tomoi（愛知県、ドラマー、元Laputa/C4）
- 11月18日 - ヨハン・リーヴァ（ スウェーデン、歌手、元カーネイジ/元アーチ・エネミー/元ノンイグジスト/ハース）
- 11月27日 - K-A-Z（東京都、ギタリスト、元SADS）
- 12月3日 - 東風平高根（沖縄県、歌手、元東風）
- 12月4日 - 青山浩志（兵庫県、歌手、BURST FRUITS）
- 12月8日 - ROCK-Tee（東京都、DJ、元EAST END）
- 12月8日 - 後藤敏昭（ドラマー、PLAGUES）
- 12月9日 - 久保田光太郎（東京都、ギタリスト、PERIDOTS）
- 12月10日 - YUKA（宮城県、元歌手）
- 12月10日 - レイ・ハラカミ（広島県、ミュージシャン、yanokami、+2011年）
- 12月13日 - LOW IQ 01（歌手、元SUPER STUPID）
- 12月16日 - HAKUEI（宮崎県、歌手、PENICILLIN/machine/元ライチ☆光クラブ）
- 12月23日 - NIGO（群馬県、ファッションデザイナー・音楽プロデューサー、TERIYAKI BOYZ）
- 1970年12月24日（54歳） - 矢野博康（大分県、ドラマー、元Cymbals）
- 月日不明 - ウスイヒロシ（東京都、ミュージックビデオ監督）
- 月日不明 - 渡辺高章（東京都、歌手、元Mary-go round）

## 死去
- 2月17日 - アルフレッド・ニューマン（、映画音楽作曲家、*1900年）
- 2月19日 - 中野忠晴（愛媛県、歌手・作曲家、*1909年）
- 4月9日 - 高橋掬太郎（北海道、作詞家、*1901年）
- 5月19日 - 岡晴夫（千葉県、歌手、*1916年）
- 7月29日 - ジョン・バルビローリ（、指揮者、*1899年）
- 7月30日 - ジョージ・セル（ → 、指揮者、*1897年）
- 8月10日 - ベルント・アロイス・ツィンマーマン（、作曲家、*1918年）
- 8月12日 - 西條八十（東京都、作詞家・詩人、*1892年）
- 9月18日 - ジミ・ヘンドリックス（、ロック・ギタリスト、*1942年）
- 10月4日 - ジャニス・ジョプリン（、ロック歌手、*1943年）
- 10月22日 - サンソン・フランソワ（、ピアニスト、*1924年）
- 11月25日 - アルバート・アイラー（、ジャズ・サックス奏者、*1936年）